# Icterus mesomelas
Icterus mesomelas е вид птица от семейство Трупиалови (Icteridae).

## Разпространение
Видът е разпространен в Белиз, Венецуела, Гватемала, Еквадор, Колумбия, Коста Рика, Мексико, Никарагуа, Панама, Перу и Хондурас.